# Non parlare, baciami
Non parlare, baciami (Kiss and Tell) è un film statunitense del 1945 diretto da Richard Wallace.
Il film è basato sull'opera teatrale omonima (Kiss and Tell) scritta da F. Hugh Herbert e proposta a Broadway nel 1943.
Esso ha un sequel, ovvero Bella e bugiarda (A Kiss for Corliss), uscito nel 1948.